# مولد كهربائي حراري

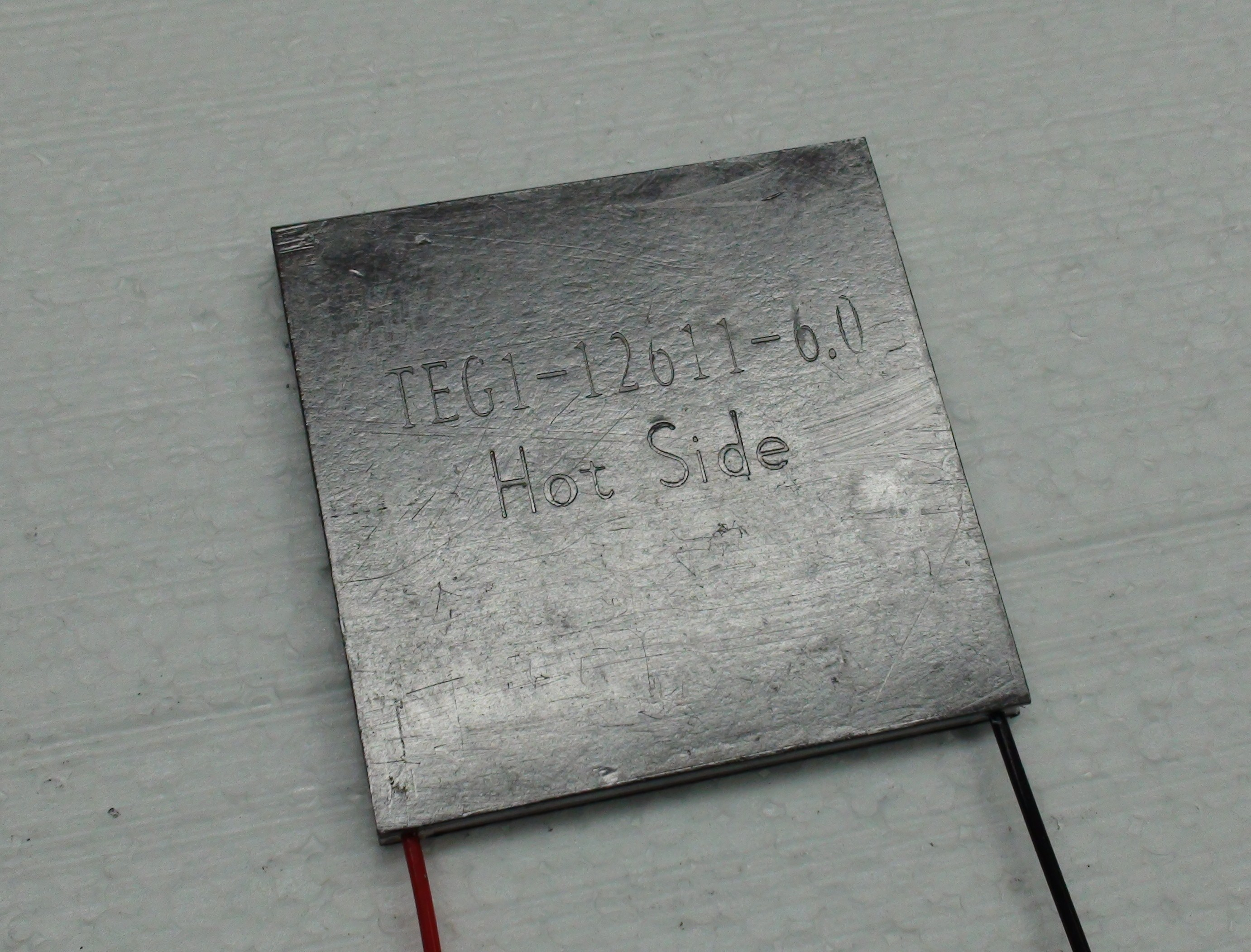
مولد كهربائي حراري

المولد الكهربائي الحراري هو جهاز إلكتروني يحوّل الحرارة إلى طاقة كهربائية اعتماداً على تأثير سيبك، وهو نوع من أنواع الظاهرة الكهروحرارية.
لا تحوي المولدات الكهربائية الحرارية على قطع متحركة، وهي تشبه المحركات الحرارية والمزدوجات الحرارية. ولكنها ليست ذات كفاءة تحويل طاقة مرتفعة.